# Salacia densiflora
Salacia densiflora är en benvedsväxtart som beskrevs av Nathaniel Wallich. Salacia densiflora ingår i släktet Salacia och familjen Celastraceae. Inga underarter finns listade.